# Jew Watch
Jew Watch — антисемитский сайт, который пропагандировал отрицание Холокоста, распространял отрицательную информацию о евреях, включая обвинения в всемирном сионистском заговоре. Создатели сайта называют его «научной библиотекой фактов о внутреннем мире и преступности сионизма».
Сайт был открыт в 1998 году, его владельцем является Фрэнк Вельтнер, активист расистской организации Национальный альянс. Сайт обвиняет евреев в контроле над глобальной финансовой системой; его материалы содержат утверждения вроде «еврейские красные комиссары убили в 1917—1945 годах 100 миллионов христиан в России по приказу Троцкого, еврейского комиссара комиссаров».
В апреле 2004 года в связи с тем, что в результатах поиска Google по слову «Jew» («еврей») сайт выдавался на первом месте, ряд еврейских организаций и частных лиц обратились к компании Google с требованием удаления сайта из индекса поисковой системы. Представитель Google Дэвид Крейн сказал, что результат поиска определяется сложным компьютерным алгоритмом, отражающим популярность того или иного сайта и компания не влияет на рейтинг отдельных сайтов. Тем не менее, в Германии и Франции сайт был удален из результатов выдачи Google.
В 2006 году произошёл скандал, когда выяснилось, что благотворительные средства, собранные под предлогом помощи жертвам урагана Катрина, были направлены на поддержание Jew Watch. Прокурор штата Миссури Джей Никсон заявил, что мошенническое вымогательство денег для поощрения расизма и пропаганды ненависти абсолютно недопустимо.
Сайт прекратил работу 1 апреля 2019 года.